# Alberto Abalde
Alberto Abalde Díaz (* 15. Dezember 1995 in Ferrol) ist ein spanischer Basketballspieler. Er spielt auf der Position des Small Forwards.

## Laufbahn
Alberto Abaldes erste Stationen als Jugendspieler waren die Schulmannschaften aus Lugo Compañía de María, Salesianos und insbesondere Maristas El Pilar, wo er von 2004 bis 2010 insgesamt fünf Saisons verbrachte. Im Sommer 2010 wechselte der damals 14-jährige Abalde in die Jugendakademie von Joventut de Badalona. Bei Joventut durchlief er mehrere Nachwuchsmannschaften und gewann in der Saison 2012/13 mit der U19 das im Rahmen der EuroLeague ausgetragene Nike International Junior Tournament. Im Finale setzte sich seine Mannschaft mit 82:59 gegen den FC Barcelona durch  und Abalde, der es im Endspiel auf 18 Punkte und neun Rebounds brachte, wurde zum MVP des Turniers gewählt.
In jener Saison bestritt er in den Reihen von CB Prat, einer mit Joventut Badalona assoziierten und in der dritten Liga (LEB Plata) spielenden  Mannschaft, seine ersten Spiele im Erwachsenenbereich. Bei CB Prat sollte er auch die Spielzeiten 2013/14 sowie 2014/15 verbringen, letztere in der LEB Oro, der zweiten spanischen Division. Parallel dazu feierte der damals 18-jährige Abalde am 2. März 2014 mit Joventut Badalona in einem Spiel gegen CB Valladolid sein Debüt in der Liga ACB. In der Spielzeit 2014/15 bestritt er darüber hinaus insgesamt 23 Spiele in der ersten Liga mit Joventut, kam dabei jedoch zumeist von der Bank. Zur Saison 2015/16 wurde er schließlich in den ersten Kader von Badalona aufgenommen und spielte sich in die Stammmannschaft der Katalanen. Im Durchschnitt kam er in jener Spielzeit auf 7 Punkte und 2,3 Rebounds. Seinen Durchbruch bei Joventut Badalona hatte Abalde in der Spielzeit 2016/17, mit 10,1 Punkten, 3,5 Rebounds und 1,8 Assists pro Spiel wurde er zu einer der Stützen der Mannschaft und wurde am Ende der Saison ins Liga ACB All-Tournament Young Team der besten Spieler unter 22 Jahre gewählt.
Sein Talent blieb nicht unbemerkt und so sicherte sich der amtierende spanische Meister Valencia Basket Club im Sommer 2017 die Dienste den jungen Small Forward. Mit diesen feierte er am 2. Oktober 2017 sein Debüt in der EuroLeague, wo seine Mannschaft den elften Rang belegte. Er selbst brachte es bei seiner ersten Teilnahme am höchsten europäischen Klubbewerb auf 7,6 Punkte und 2,1 Rebounds pro Spiel. In der Saison 2018/19 sollte ihm mit seiner Mannschaft der erste Titelgewinn im Erwachsenenbereich gelingen. Valencia Basket Club setzte sich in den Endspielen um den EuroCup mit 2:1 gegen Alba Berlin durch und errang mit der Mannschaft den Sieg im zweithöchsten europäischen Wettbewerb. Es war Valencias vierter Titel im EuroCup. Die Liga ACB beendete die Mannschaft nach dem Ausscheiden im Halbfinale auf dem dritten Platz. Seine beste Saison in den Reihen der Valencianer hatte Alberto Abalde in der Spielzeit 2019/20. In der durch die COVID-19-Pandemie überschatteten Spielzeit brachte er es im Grunddurchgang der Meisterschaft auf 8,7 Punkte, 3,3 Rebounds und 1,5 Assists pro Spiel und steigerte seine Statistiken im Abschlussturnier um den Titel, den sein Team letztlich auf dem dritten Platz beendete, auf 14,8 Punkte, 3 Rebounds und 3,8 Assists. Daraufhin wurde er für seine Leistungen ins Liga ACB All-Tournament Second Team gewählt. Die EuroLeague 2019/20 beendete er beim Abbruch des Wettbewerbes mit durchschnittlich 7,8 Punkten, 4 Rebounds und 1,7 Assists.
Zur Saison 2020/21 wechselte er zum damaligen spanischen Rekordmeister Real Madrid, bei dem er einen bis 2025 datierten Vertrag unterschrieb. 2023 gewann er mit der Mannschaft die Euroleague, blieb im Endspiel aber ohne Einsatzzeit. In der Saison 2023/24 gelang ihm mit Real, den Titel in den drei spanischen Wettbewerben zu erringen (Meisterschaft, Pokalwettbewerb, Supercup). 2025 wurde Abalde wieder spanischer Meister mit den Madrilenen.

### Nationalmannschaft
Alberto Abalde debütierte im Zuge der U17-Weltmeisterschaft 2012 in Kaunas im spanischen Nationalteam, bei dem seine Mannschaft den vierten Platz belegte. Im darauffolgenden Jahr gewann er mit der U18 bei der Europameisterschaft durch ein 57:56 im Spiel um Platz drei gegen Lettland die Bronzemedaille. Im Jahr 2014 und 2015 scheiterte er mit der spanischen Mannschaft bei den U20-Europameisterschaften jeweils im Endspiel mit 57:65 gegen die Türkei bzw. mit 64:70 gegen Serbien.
Sein Debüt im A-Kader feierte er am 21. Juli 2016 in einem Freundschaftsspiel gegen Litauen im Zuge der Vorbereitung für die Olympischen Spiele. Er brachte es noch auf zwei weitere Einsätze in Freundschaftsspielen gegen Venezuela, schaffte es jedoch letztlich nicht in den Endrundenkader. Im Zuge der Qualifikation für die Basketball-Weltmeisterschaft 2019 kam er auf sechs Einsätze und stach insbesondere in der Hauptrunde hervor, wo er es auf durchschnittlich 7,5 Punkte und 2,5 Rebounds brachte. Auch diesmal wurde er jedoch nicht im Endrundenkader berücksichtigt, der letztlich den Titel in China eroberte.

## Persönliches
Alberto Abalde Díaz ist Sohn des ehemaligen Basketballprofis Alberto Abalde Rodríguez, der es in den Reihen von OAR Ferrol von 1986 bis 1992 auf 154 Spiele in der Liga ACB brachte. Seine sechs Jahre ältere Schwester Tamara Abalde ist ebenfalls Basketballprofi und spanische Nationalspielerin. Mit ihrem Land gewann sie unter anderem Bronze bei der EM 2009 sowie die Goldmedaille 2019.

## Erfolge und Ehrungen
Real Madrid
- EuroLeague-Sieger 2022/23
- Spanischer Meister 2021/22, 2023/24, 2024/25
- Spanischer Pokalsieger 2020, 2024
- Spanischer Supercup-Sieger 2020, 2021, 2022, 2023

Valencia Basket Club
- EuroCup-Sieger: 2018/19

Joventut de Badalona
- Nike International Junior Tournament: 2012/13

Spanische Nationalmannschaft
- U20-Europameisterschaft: Silbermedaille 2014, 2015
- U18-Europameisterschaft: Bronzemedaille 2013

Persönliche Ehrungen
- Liga ACB All-Tournament Second Team: 2019/20
- Liga ACB All-Tournament Young Team (U-22): 2016/17
- MVP des Nike International Junior Tournaments: 2012/13